# Lovčovice
Lovčovice (en allemand : Lospitz) est une commune du district de Třebíč, dans la région de Vysočina, en République tchèque. Sa population s'élevait à 62 habitants en 2020.

## Géographie
Lovčovice se trouve à 5 km au sud-ouest du centre de Jemnice, à 36 km au sud-ouest de Třebíč, à 46 km au sud de Jihlava, à 82 km à l'ouest-sud-ouest de Brno et à 147 km au sud-est de Prague.
La commune est limitée par Menhartice au nord, par Radotice et Bačkovice à l'est, et par Dešná au sud et à l'ouest.

## Histoire
La première mention écrite de la localité date de 1360.

## Transports
Par la route, Lovčovice se trouve à 6 km de Jemnice, à 45 km de Třebíč, à 55,5 km de Jihlava, à 102 km de Brno et à 187 km de Prague.